# Gloria Monserez
Gloria Monserez (Leuven, 5 juli 2001) is een Vlaamse actrice, zangeres, televisie- en radiopresentatrice. Ze was een wrapster bij Ketnet, de jongerenzender van VRT, en ze presenteerde op Studio Brussel.

## Biografie
Monserez volgde haar hele schooltraject in de Steinerschool De Zonnewijzer in Wijgmaal bij Leuven. Aansluitend begon ze in 2019 aan haar opleiding grafische vorming aan het KASK te Gent.
Nog tijdens haar schooltijd, in 2017, stond Monserez met het Leuvens stadstheatergezelschap fABULEUS op de planken in Merlijn of het Barre Land. Dat jaar vergezelde ze als zangeres ook Jan Hautekiet op piano tijdens de feestelijkheden van 150 jaar Leuvense stadsschouwburg. In 2018 had ze een rolletje in de kortfilm Fictional Characters van Ivana Noa. Op 4 en 5 november 2018 stond ze opnieuw in de Leuvense stadsschouwburg op de planken voor Hommage à Brel Deluxe en zong ze mee met onder meer Lien Van de Kelder en Wende begeleid door Filip Jordens, Gwen Cresens, Jan De Smet, Andries Boone en Bart Van Loo.
Monserez werd begin 2019 een van de nieuwe helden uit het Ketnetprogramma Helden na de ontmoeting met de oude helden in de episodereeks Helden van de sneeuw.
Op 18 oktober 2019 werd bekendgemaakt dat Monserez ook de nieuwe Ketnetwrapster werd. Ze won het programma Wie wordt wrapper? 2019 en werd daarmee de opvolgster van Charlotte Leysen. Ze won het van Aaron Blommaert, Dieter Janssens, Esther Nwanu en Tinneke Van Ransbeeck.
In 2020 werd Monserez lid van de De KetnetBand.
Vanaf 4 januari tot eind mei 2021 presenteerde ze samen met Sander Vandenhende het avondblok op Studio Brussel tussen 21 uur en middernacht. In dat jaar deed ze ook mee aan De Slimste Mens ter Wereld, waar ze 7 opeenvolgende afleveringen deelnam. Ze won er 3 van.
In 2022 was ze copresentator van Hotel Römantiek op Eén, naast Sven De Leijer en Philippe Geubels. Ze presenteerde dat jaar ook een deel van The Voice van Vlaanderen op VTM, als vervangster van An Lemmens tijdens haar moederschapsrust.
Bij de herneming van het programma De Droomfabriek begin 2024 werd ze de co-presentator naast Bart Peeters. In 2025 volgde een tweede seizoen.
In de zomer van 2024 stopte ze als Ketnet-wrapper.
In 2025 presenteerde ze voor het eerst alleen een programma op VRT 1: Gloria Mundi. Daarin gaat ze met 8 bekende Vlamingen met een migratieachtergrond langs in hun voorouderlijk land.

## Singles
| single            | datum verschenen | productie van | opmerkingen                  |
| ----------------- | ---------------- | ------------- | ---------------------------- |
| Zot in mijn kot   | 29 maart 2020    | Ketnet        | Single met de Ketnetwrappers |
| Wrapper met een W | 6 september 2020 | Ketnet        | Single met de Ketnetwrappers |
| Gek op sport      | 28 februari 2021 | Ketnet        | Ketnetband single            |
| Wij gaan door     | 9 juni 2021      | Ketnet        | Single met de Ketnetwrappers |
| Jij kan het       | 20 juni 2021     | Studio 100    | Ketnetmusical De Finale      |
| Superheld         | 23 april 2023    | Ketnet        | De Pet Op! 2023              |
| Planeet K         | 3 juni 2024      | Ketnet        | Ketnetband single            |

## Radio
Vanaf 4 januari tot eind mei 2021 presenteerde Monserez samen met Sander Vandenhende het avondblok op Studio Brussel tussen 21 uur en middernacht.
Op 30 augustus werd de allereerste uitzending van Sander & beter gelanceerd op de radio, de oorspronkelijke titel was Sander & Gloria.
Op 13 juli werd bekendgemaakt dat Monserez ambassadrice werd van De Warmste Week. Ze ging samen met Kawtar Ehlalouch, Stéphan Tanganagba en negentien jongeren De Warmste Week 2021 vertegenwoordigen.
Monserez was ook vaak te gast in podcasts, waaronder 22 minuten stomme vragen, Achter De Schermen, Split, Last Goodbye en Sandermans Zaken.

## Televisie
- Monserez vlogt voor Ketnet onder de naam Gloria Vlogt en #NEWBIE.
- W817 (2002) - als baby van Ellen (ook haar echte moeder)
- Kapot gaan (webreeks voor Ketnet)
- Ik u ook (2020) - als Lou Bogaerts
- Code van Coppens (2022) - als deelneemster samen met Maksim Stojanac
- Hotel Romantiek (2022) - als presentatrice met Sven de Leijer en Philippe Geubels
- Liefdestips aan mezelf (2023) - als Olivia
- The Big Bang (2023) - als deelneemster samen met Francisco Schuster
- The Masked Singer (2024) - als gastspeurder
- Gloria Mundi (2025) - als presentatrice

## Acteerwerk
In 2020 kreeg Monserez een rolletje in de online webserie van Familie. Ze speelde Janne, de dochter van de ontsnapte gevangene die Zjef en Rudi in de Ardennen gevangen hield.
In april 2020 kreeg Monserez een rolletje in de Instagram-serie Instagefikst als Femke.
Eind 2020 speelde ze samen met haar ouders, Koen Monserez en Machteld Timmermans, in de Ketnetreeks Ik u ook – een reeks die ze, door de coronacrisis, in de eigen bubbel filmden. Ook Sven De Ridder en Danny Timmermans (Monserez' stiefvader) acteren mee in deze komische fictiereeks.
In 2022 speelde Monserez de rol van Gravin Berthilda van Silencio in de familiemusical Ketnet Musical De Finale, een samenwerking tussen de Vlaamse televisiezenders Ketnet en Studio 100.

## Stemmenwerk
Op 4 augustus 2021 kwam de film Spirit ongetemd uit in de Vlaamse zalen. Monserez sprak de stem in van Lucky Prescott.
In 2021 sprak ze de stem van Katie Mitchell uit The Mitchells vs. The Machines in.
In 2023 was ze de voice-over van de Ketnetversie van Onze Natuur en van Ons huis/Nieuw huis (VRT 1).

## Trivia
- In 2002 had Monserez een klein rolletje als baby van Ellen (personage van haar moeder Machteld Timmermans) in W817.

## Persoonlijk
Monserez is een dochter van de acteurs Koen Monserez en Machteld Timmermans. De scheiding van haar ouders was onderwerp van de eerste aflevering van Split (seizoen 1), een podcast van Emma Bale op VRT MAX over kinderen van gescheiden ouders zoals zijzelf, waarin Monserez te gast was.
Huidig (anno 2025):
Lee Arrendell · Thomas De Smet · Nona 't Jolle · Nidal van Rijn · Emma Vanthielen
Voormalig (1997–2024):
Jelle Cleymans (2002–2007) · Staf Coppens (1999–2004) · Karolien Debecker (2006–2009) · Veerle Deblauwe (2003–2006) · Sam De Bruyn (2009) · Niels Destadsbader (2009–2014) · Ianka Fleerackers (1998–2001) · Tom Gernaey (2006) · Sander Gillis (2012–2023) · An Jordens (1998–2005) · Melvin Klooster (2006–2012) · Heidi Lenaerts (2006–2007) · Friedl' Lesage (1997–1998) · Charlotte Leysen (2011–2019) · Véronique Leysen (2009–2013) · Kristien Maes (2007–2012) · Gloria Monserez (2020-2024) · Sarah Mouhamou (2014-2025) · Leonard Muylle (2012–2018) · Sven Ornelis (1997–1999) · Peter Pype (2004–2012) · Ben Roelants (2009) · Mark Tijsmans (1997–2002) · Héritier Tipo (2022–2024) · Thomas Van Achteren (2015–2022) · Katrien Van Deuren (1998–1999) · Peter Van de Veire (1997–2002) · Steven Van Herreweghe (1997–2002) · Kobe Van Herwegen (2006–2011) · Ilse Van Hoecke (1998–2004) · Gitte Van Hoyweghen (1997–2001) · Britt Van Marsenille (2004–2008) · Sofie Van Moll (2001–2007) · Erika Van Tielen (2003–2006) · Henk Vermeulen (1998–2004) · Aron Wade (1998–2003) · Sien Wynants (2012–2022)